# 423
Évszázadok: 4. század – 5. század – 6. század
Évtizedek: 370-es évek – 380-as évek – 390-es évek – 400-as évek – 410-es évek – 420-as évek – 430-as évek – 440-es évek – 450-es évek – 460-as évek – 470-es évek
Évek: 418 – 419 – 420 – 421 –  422 – 423 – 424 – 425 – 426 – 427 – 428

## Események

### Nyugat- és Keletrómai Birodalom
- Flavius Avitus Marinianust (nyugaton) és Flavius Asclepiodotust (keleten) választják consulnak.
- Augusztus 15. : Honorius nyugatrómai császár 38 évesen vízkórban meghal. Mivel gyereke nincs, a trónt az egyik magas rangú tisztviselője (primicerius notariorum, "főnótárius"), Ioannes foglalja el. Támogatói között van Flavius Aetius hadvezér is. Africa kormányzója, Bonifatius azonban nem ismeri el az utódlást és visszatartja a gabonaszállítmányokat, Galliában pedig a lázadó katonák meggyilkolják az általa kinevezett praetoriánus prefektust.
- II. Theodosius keletrómai császár Honorius féltestvérének (Galla Placidiának) 4 éves fiát, III. Valentinianust tartja a ravennai trón jogos örökösének és utasítja fővezérét, Ardaburiust hogy szervezze meg a hadjáratot Ioannes elmozdítására.

### Kína
- Északi Vej állam kihasználva Vu császár előző évi halálát hadjáratot indít a Liu Szung dinasztia ellen, elfoglalják Lojang városát, valamint a mai Honan tartománynak és Nyugat-Santungnak megfelelő régiót.
- Északi Vej császára, Mingjüan falat kezd építeni az északi határon a zsuanzsuan támadások elhárítására. Az év végén Mingjüan meghal (állítólag a gyógyító elixírek okozta mérgezésben), utóda fia, Tupa Tao, aki a Tajvu uralkodói nevet veszi fel.

## Halálozások
- augusztus 15. – Honorius, nyugatrómai császár (* 384)
- december 23. – Mingjüan, Északi Vej császára
- Eulalius, antipápa

## Fordítás
- Ez a szócikk részben vagy egészben  a(z)   423 című angol Wikipédia-szócikk ezen változatának fordításán alapul.  Az eredeti cikk szerkesztőit annak laptörténete sorolja fel. Ez a jelzés csupán a megfogalmazás eredetét és a szerzői jogokat jelzi, nem szolgál a cikkben szereplő információk forrásmegjelöléseként.